# Semki
Semki (ukr. Семки) – wieś na Ukrainie, w obwodzie wołyńskim w rejonie maniewickim. Liczy 218 mieszkańców.